# Idemitsu-Kunstmuseum

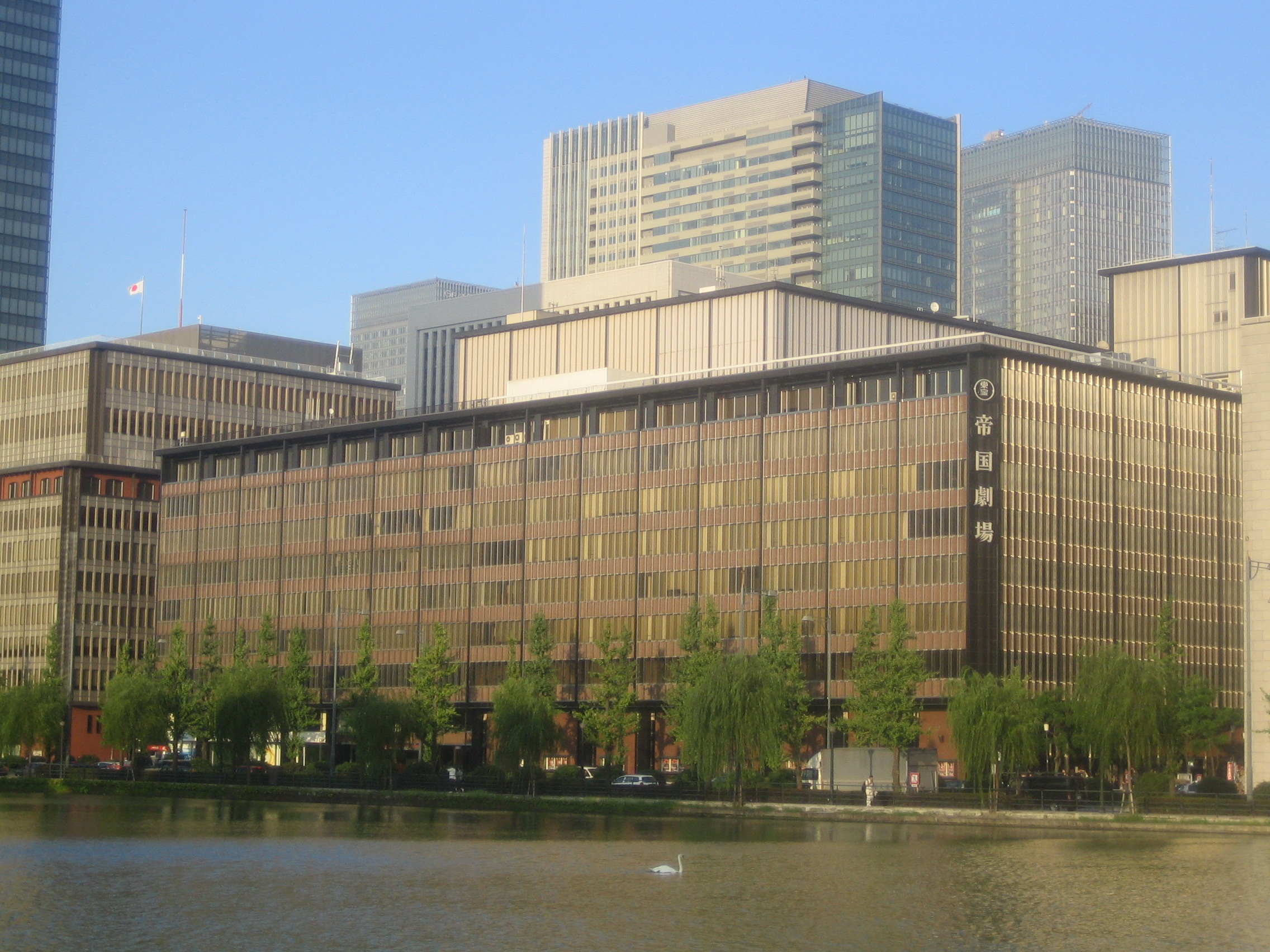
Idemitsu-Kunstmuseum

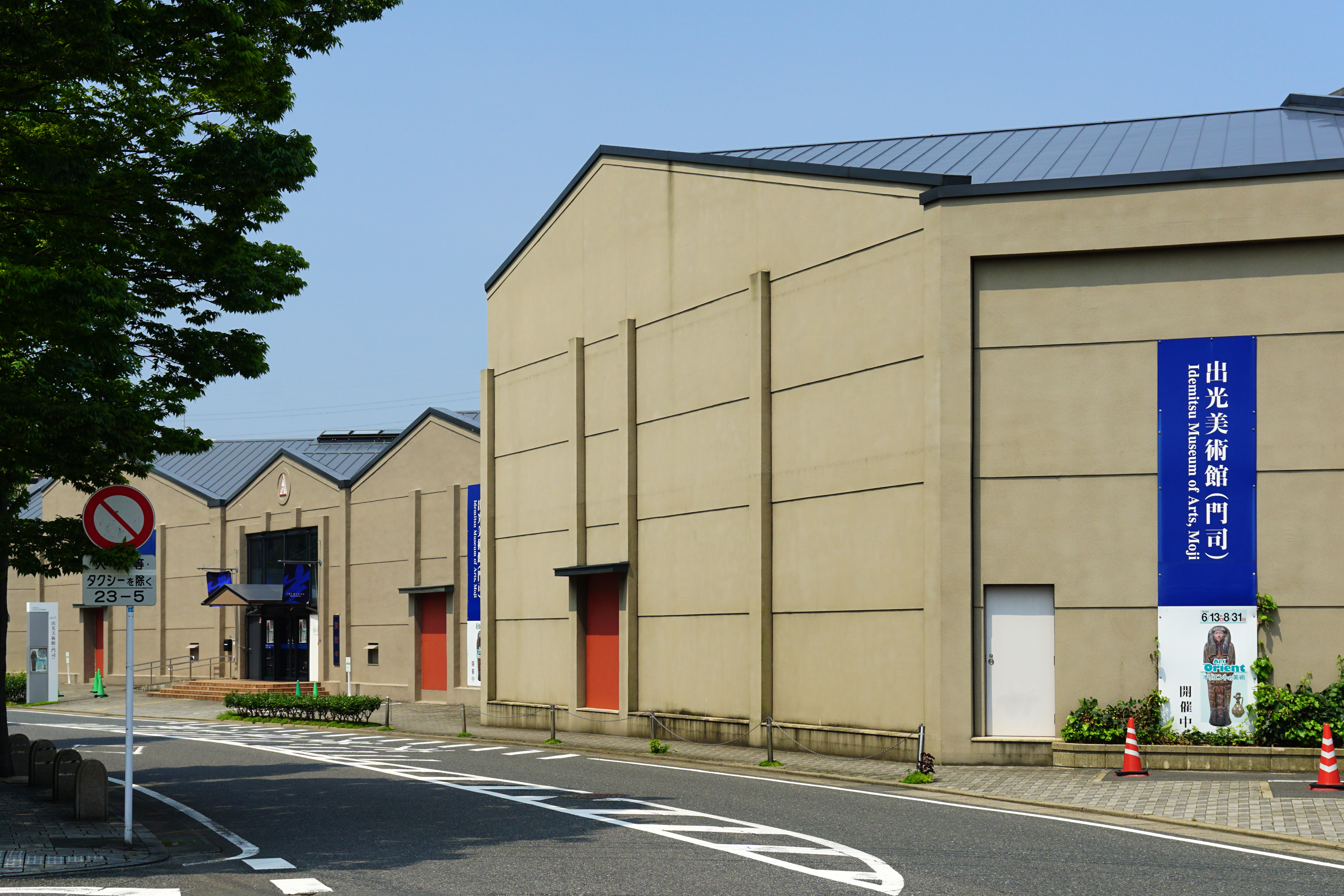
Das Zweigmuseum in Moji

Das Idemitsu-Kunstmuseum (japanisch 出光美術館, Idemitsu Bijutsukan) ist ein privates Museum für Bildende Kunst in Marunouchi im Bezirk Chiyoda in Tokio.

## Geschichte
Das　Idemitsu-Museum geht auf den Unternehmer Idemitsu Sazō (1885–1981) zurück, der sich früh für Kunst interessierte. 1966 machte er seine Sammlung der Öffentlichkeit zugänglich und zwar im 9. Stock des Teikoku Gekijō (engl. Imperial Theatre), das auch die Unternehmenszentrale beherbergt. Von der Museumslobby oben schaut man auf den Park vor dem Kaiserpalast.
Im Jahre 2000 wurde ein Zweigmuseum (33° 56′ 56″ N, 130° 57′ 55″ O) in Moji (seit 1963 ein Stadtteil von Kitakyūshū) eröffnet. Es ist die Stadt, aus der Idemitsu stammte.

## Die Sammlung
Die Sammlung enthält neben zwei Nationalschätzen zahlreiche wichtige Kulturgüter.
- Der Zen-Priesters Sengai (1750–1837) ist mit einer Sammlung von mehr als 1000 Objekten vertreten. Darunter befindet sich das bekannte Tuschbild (unsigniert, ohne Titel) „Kreis – Quadrat – Dreieck“, das als Darstellung des Alls interpretiert wird.
- Bilder
  - Yamato-e
  - Namban-Kunst
  - Japanische Genre-Malerei
  - Ukiyo-e, u. a. gemalte von Kaigetsudō Ando, Katsushika Hokusai u. a.
  - Nanga
  - Kunst der Gegenwart, darunter mehrere Rouault, Francis, Keramik von Itaya Hazan
- Klassische Keramik aus China, Korea, Japan
- Kunsthandwerk

## Ausgewählte Werke

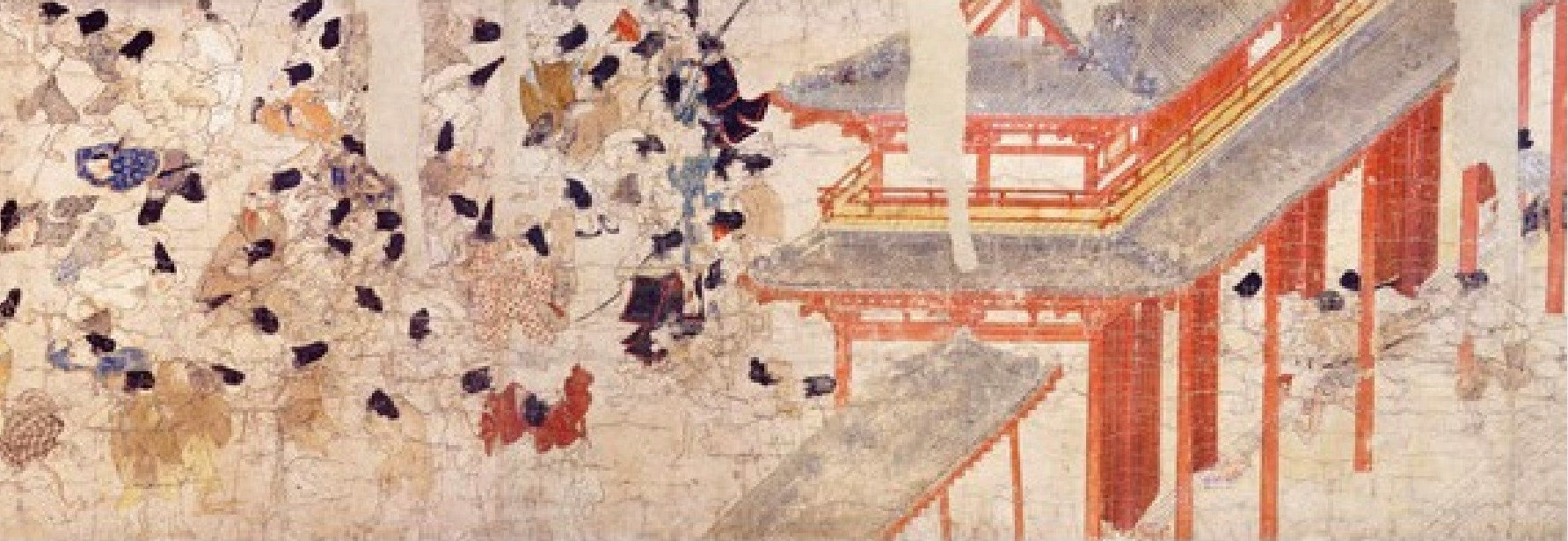
Bildrolle Ban Dainagon (Ausschnitt) aus der Heian-Zeit, Nationalschatz.
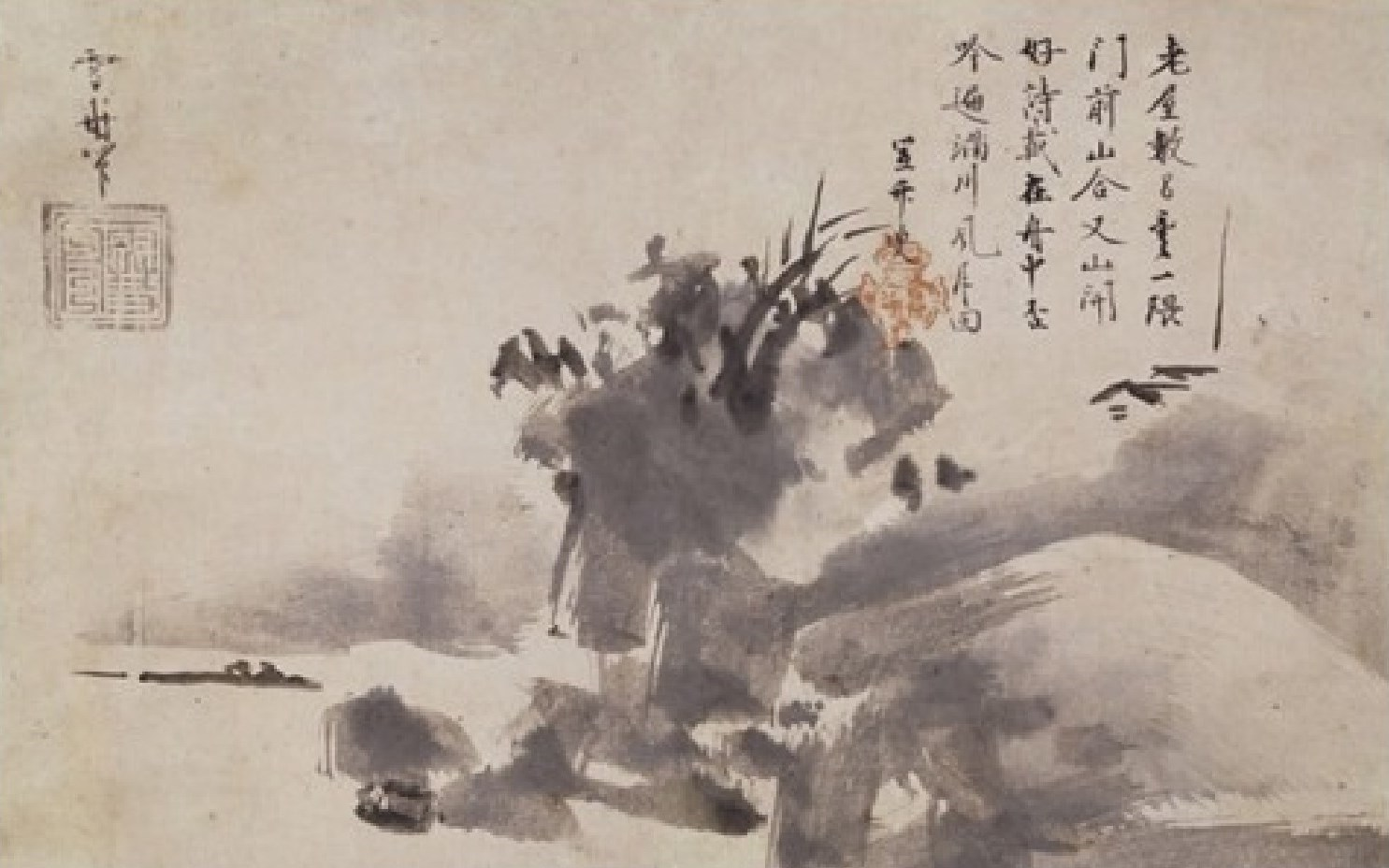
Sesshū: Landschaft
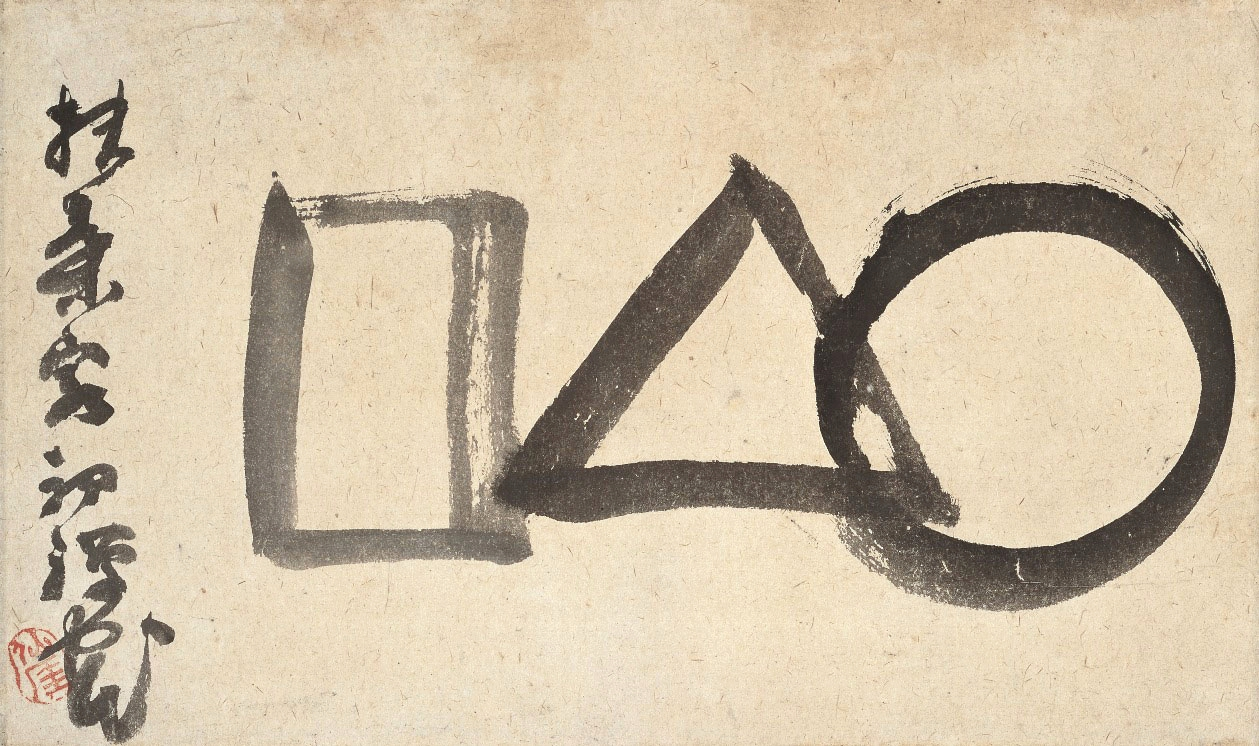
Sengai: „Das All“
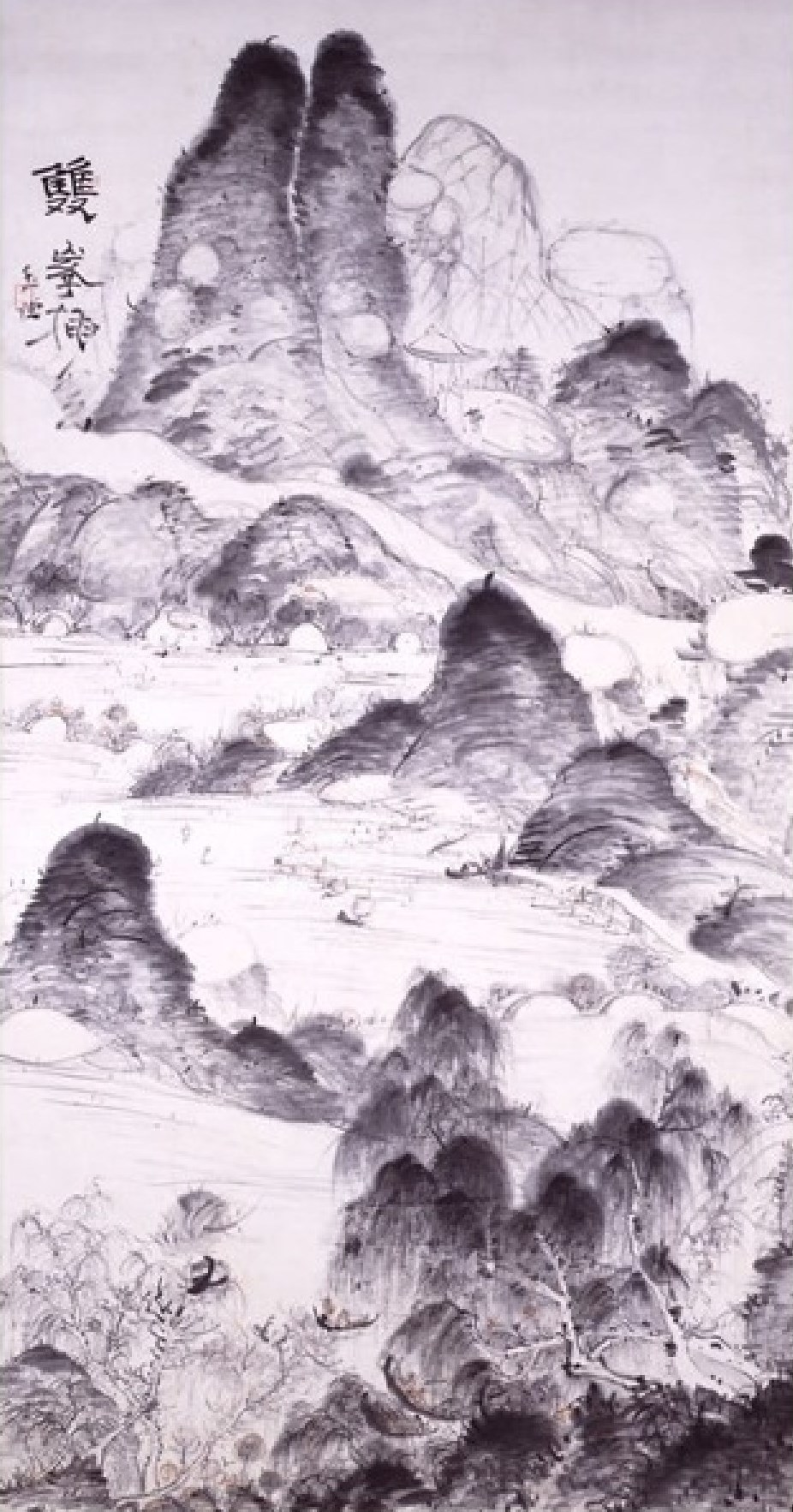
Uragami: Landschaft
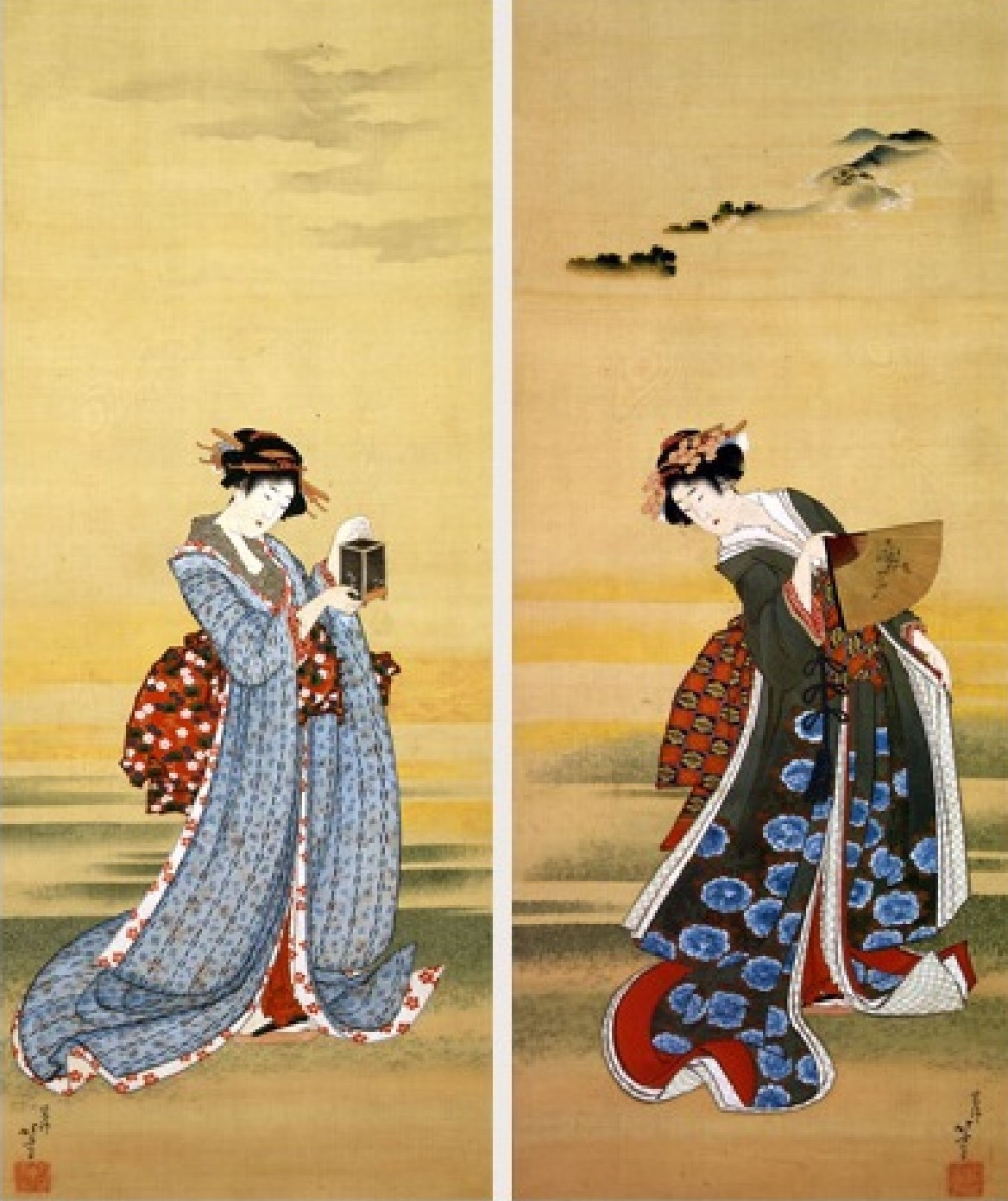
Katsushika Hokusai: Frauen